# Élections législatives de 1978 dans la Haute-Marne
Les élections législatives françaises de 1978 se déroulent les 12 et 19 mars 1978. Dans le département de la Haute-Marne, deux députés sont à élire dans le cadre de deux circonscriptions.

## Élus
| Circonscription | Député sortant | Parti | Parti | Député élu ou réélu | Parti | Parti    |
| --------------- | -------------- | ----- | ----- | ------------------- | ----- | -------- |
| 1re             | Jean Favre     |       | RPR   | Charles Fèvre       |       | UDF (PR) |
| 2e              | Jacques Delong |       | RPR   | Jacques Delong      |       | RPR      |

## Résultats

### Résultats à l'échelle du département
| Parti          | Parti                              | Premier tour | Premier tour | Second tour | Second tour | Sièges |
| Parti          | Parti                              | Voix         | %            | Voix        | %           | Sièges |
| -------------- | ---------------------------------- | ------------ | ------------ | ----------- | ----------- | ------ |
|                | Rassemblement pour la République   | 34 482       | 30,00        | 29 252      | 24,60       | 1      |
|                | Union pour la démocratie française | 24 735       | 21,52        | 34 576      | 29,08       | 1      |
|                | Majorité présidentielle            | 59 217       | 51,52        | 63 828      | 53,68       | 2      |
|                |                                    |              |              |             |             |        |
|                | Parti socialiste                   | 23 779       | 20,69        | 29 115      | 24,49       | 0      |
|                | Parti communiste français          | 23 511       | 20,46        | 25 963      | 21,83       | 0      |
|                | Mouvement des radicaux de gauche   | 3 643        | 3,17         |             |             | 0      |
|                | Union de la gauche                 | 50 933       | 44,32        | 55 078      | 46,32       | 0      |
|                |                                    |              |              |             |             |        |
|                | Extrême gauche                     | 2 527        | 2,20         |             |             | 0      |
|                | Parti socialiste unifié            | 933          | 0,81         | 0           |             |        |
|                | Union des gaullistes de progrès    | 805          | 0,70         | 0           |             |        |
|                | Front national                     | 514          | 0,45         | 0           |             |        |
|                |                                    |              |              |             |             |        |
| Inscrits       | Inscrits                           | 141 367      | 100,00       | 141 583     | 100,00      | 2      |
| Abstentions    | Abstentions                        | 23 693       | 16,76        | 19 718      | 13,93       |        |
| Votants        | Votants                            | 117 674      | 83,24        | 121 865     | 86,07       |        |
| Blancs et nuls | Blancs et nuls                     | 2 745        | 2,33         | 2 959       | 2,43        |        |
| Exprimés       | Exprimés                           | 114 929      | 97,67        | 118 906     | 97,57       |        |

### Résultats par circonscription

#### Première circonscription (Chaumont)
| Candidat       | Candidat           | Parti          | Premier tour | Premier tour | Second tour | Second tour |  |
| Candidat       | Candidat           | Parti          | Voix         | %            | Voix        | %           |  |
| -------------- | ------------------ | -------------- | ------------ | ------------ | ----------- | ----------- |  |
|                | Charles Fèvre élu  | UDF (PR)       | 16 768       | 27,43        | 34 576      | 54,29       |  |
|                | Jean Favre sortant | RPR            | 13 322       | 21,8         | Retrait     | Retrait     |  |
|                | Jean Carrier       | PS             | 12 835       | 21           | 29 115      | 45,71       |  |
|                | Guy Beck           | PCF            | 8 269        | 13,53        |             |             |  |
|                | Alain Bloch        | UDF (Rad)      | 3 829        | 6,26         |             |             |  |
|                | Robert Genest      | MRG            | 3 643        | 5,96         |             |             |  |
|                | Jean-Marc Simon    | LO             | 1 010        | 1,65         |             |             |  |
|                | Michèle Siouville  | PSU (FA)       | 933          | 1,53         |             |             |  |
|                | Jacques Bourcelot  | FN             | 514          | 0,84         |             |             |  |
|                | André Marty        | Divers         | 0            | 0            |             |             |  |
|                | Bernard Masson     | UGP            | 0            | 0            |             |             |  |
|                |                    |                |              |              |             |             |  |
| Inscrits       | Inscrits           | Inscrits       | 75 450       | 100,00       | 75 662      | 100,00      |  |
| Abstentions    | Abstentions        | Abstentions    | 12 814       | 16,98        | 10 747      | 14,2        |  |
| Votants        | Votants            | Votants        | 62 636       | 83,02        | 64 915      | 85,8        |  |
| Blancs et nuls | Blancs et nuls     | Blancs et nuls | 1 513        | 2,42         | 1 224       | 1,89        |  |
| Exprimés       | Exprimés           | Exprimés       | 61 123       | 97,58        | 63 691      | 98,11       |  |

#### Deuxième circonscription (Saint-Dizier)
| Candidat       | Candidat                     | Parti          | Premier tour | Premier tour | Second tour | Second tour |  |
| Candidat       | Candidat                     | Parti          | Voix         | %            | Voix        | %           |  |
| -------------- | ---------------------------- | -------------- | ------------ | ------------ | ----------- | ----------- |  |
|                | Jacques Delong sortant réélu | RPR            | 21 160       | 39,33        | 29 252      | 52,98       |  |
|                | Marius Cartier               | PCF            | 15 242       | 28,33        | 25 963      | 47,02       |  |
|                | Guy Chanfrault               | PS             | 10 944       | 20,34        | Retrait     | Retrait     |  |
|                | Guy Sulter                   | UDF (CDS)      | 4 138        | 7,69         |             |             |  |
|                | Catherine Bouton             | LO             | 1 517        | 2,82         |             |             |  |
|                | Maurice Lonon                | UGP            | 805          | 1,5          |             |             |  |
|                |                              |                |              |              |             |             |  |
| Inscrits       | Inscrits                     | Inscrits       | 65 917       | 100,00       | 65 921      | 100,00      |  |
| Abstentions    | Abstentions                  | Abstentions    | 10 879       | 16,5         | 8 971       | 13,61       |  |
| Votants        | Votants                      | Votants        | 55 038       | 83,5         | 56 950      | 86,39       |  |
| Blancs et nuls | Blancs et nuls               | Blancs et nuls | 1 232        | 2,24         | 1 735       | 3,05        |  |
| Exprimés       | Exprimés                     | Exprimés       | 53 806       | 97,76        | 55 215      | 96,95       |  |